# Gaspar de Haro y Guzmán

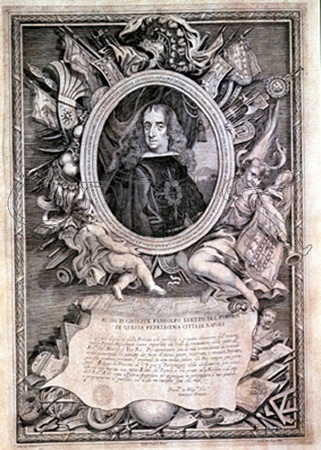
Gaspar de Haro y Guzmán
(Druck Ende 17. Jahrhundert)

Gaspar de Haro y Guzmán (* 1629; † 16. November 1687), 7. Marquis von Carpio und 3. Marquis von Heliche, war ein spanischer Adliger, Politiker und Kunstsammler. Sein Vater, Luis Mendez de Haro, war Premierminister und Berater Königs Philipp IV. von Spanien.
Gaspar de Haro hoffte, ihm nachfolgen zu können, wurde in seinen politischen Ambitionen aber gebremst und geriet in der Folge unter Verdacht, in ein Attentat gegen den König verwickelt zu sein. Zur Strafe wurde er nach Portugal geschickt, um Aufständische zu bekämpfen.
Nach seiner Rehabilitation wurde er 1677 für fünf Jahre als Botschafter nach Rom entsandt. Anschließend wurde er zum Vizekönig des damaligen spanischen Besitztums Neapel ernannt, eine Position, die er bis zu seinem Tode innehatte. Zu diesem Zeitpunkt besaß er ungefähr 3000 Gemälde, darunter Werke von Tizian, Tintoretto, Juan van der Hamen y León und Antonello da Messina.